# دیوید ساسولی
دیوید ماریا ساسولی (ایتالیایی: David Maria Sassoli؛ زادهٔ ۳۰ مهٔ ۱۹۵۶ – درگذشتهٔ ۱۱ ژانویهٔ ۲۰۲۲) یک روزنامه‌نگار و سیاست‌مدار ایتالیایی از حزب دموکراتیک ایتالیا و از سال ۲۰۰۹ عضو پارلمان اروپا بود. وی در ۳ ژوئیه ۲۰۱۹ به ریاست پارلمان اروپا انتخاب شد. ساسولی در دوم ژوئیه با ۱۲۸۵۳۳ رأی مجدداً به عنوان عضو پارلمان اروپا انتخاب شد. و در سوم ژوئیه با کسب ۳۴۵ رأی معتبر به عنوان رئیس پارلمان اروپا جایگزین آنتونیو تاجانی گردید. او هفتمین ایتالیایی‌ای بود که عهده‌دار این سمت شده‌ بود.

## زندگی‌نامه
دیوید ساسولی در ۳۰ مه ۱۹۵۶ در فلورانس بدنیا آمد. وی از سال ۲۰۰۹ بعنوان یک نماینده ایتالیایی پارلمان اروپا خدمت کرد. او با آلساندرو ویتورینی ازدواج کرد و فرزندانش جیولیو و لیویا هستند. وی از طرفداران فوتبال شهر زادگاهش باشگاه فوتبال فیورنتینا است. ساسولی عضو فعال انجمن ایتالیایی آزادی آرتیکولو ۲۱ است که در ۲۷ فوریه ۲۰۰۱ تأسیس شد. وی مدیر و وکیل این مؤسسه است که با هدف آزادی بیان بنیان گذاشته شد.
ساسولی در ۱۱ ژانویه ۲۰۲۲ پس از دو هفته بستری در بیمارستان بدلیل بیماری درگذشت.

## فعالیت‌های سیاسی
ساسولی از سال ۲۰۰۹ به عنوان نماینده ایتالیا در پارلمان اروپا خدمت کرد. او در لیست پارتیتو دمکراتیکو در مرکز ایتالیا در ماه مه ۲۰۱۹ برای سومین دور پیاپی انتخاب شد. وی تا ژانویه ۲۰۲۲ رئیس پارلمان خواهد بود.
ساسولی بدنبال پیروزی در انتخابات در پارلمان اروپا در استراسبورگ طی سخنان کوتاهی اظهار داشت:
«ما باید این قدرت را داشته باشیم که روند یکپارچگی‌مان را از نو شروع کنیم، اتحادیه‌مان را طوری تغییر بدهیم که قادر باشیم به نیازهای شهروندانمان قویتر پاسخ بدهیم و پاسخ‌های واقعی به نگرانی‌هایشان فقط برای عنوان کردن چند نمونه: بیکاری جوانان، مهاجرت، تغییرات اقلیمی، انقلاب دیجیتال، تعادل جدید جهانی به ایده‌ها بدهیم.»
ساسولی در اولین اقدام خود پس از انتخابش به ریاست پارلمان اروپا در ایستگاه متروی مالبیک، یکی از مکانهای حملات مارس ۲۰۱۶ بروکسل حضور یافت و گفت: «این ادای احترام به همه قربانیان تروریسم است. مایل بودم که دوره ریاستم را با این اقدام سمبلیک شروع کنم.»